# Gárdonyi Lajos
Gárdonyi Lajos névvariáns: Grünberger Lajos  (Budapest, 1896. október 27. – Bor, 1945) színész.

## Élete
Grünberger Móric és Rosenberg Fanni fia. Egyik testvére Pap Géza festőművész volt. Iskoláit Budapesten végezte. 1920-tól Rákosi Szidi színiiskolájába járt, az év végi vizsgán feltűnt a Nebántsvirág című operett Loriot őrmester szerepében. 1920-ban még mint növendék a Belvárosi Színház szerződtette. 1925-ben a Vígszínház színésze lett, ahol szeptember 25-én mutatkozott be John Galsworthy Úriemberek című színművének Ricardos szerepében. Ettől kezdve karrierje felfelé ívelt, 1938-ig a Vígszínház tagja maradt. Közben több színházban is fellépett, leghosszabb ideig, 1926 és 1937 között a Teréz körúti Színpadon. 1929-ben vette fel a Gárdonyi nevet (261488/1929. BM. eng. szám). 1929. július 1-jén Budapesten, a Terézvárosban feleségül vette a nála öt évvel fiatalabb, ceglédi születésű Fodor Annát, Fodor Gyula és Pláget Mária lányát.
1939-től a zsidó vagy zsidónak minősülő színészek legnagyobb része nem lehetett színház tagja. Ezért 1940-től Gárdonyi Lajost is csak az Országos Magyar Izraelita Közművelődési Egyesület (OMIKE) rendszeres színielőadásain láthatta a közönség. Miután behívták munkaszolgálatra, a szerbiai Borba vezényelték, ott érte a halál.
Visszaemlékezéseit Véletlenül történt címmel adták ki (Budapest, 1942).
„Epizodista volt, hivatalos elkönyvelés szerint komikus. De nem emlékszem egyetlen alakításra sem, amelyben csak a humort és kacagást szolgálta volna. Minden jellemalakjának, amelyet színpadra vitt, valami különös háttere volt, olyan légköre, amely a legkacagtatóbb figurával is a meghatottság és szánalom érzését tudta kiváltani.”

## Színházi szerepeiből
- John Galsworthy: Úriemberek – Ricardos
- Szenes Béla: Gazdag lány – Kovács tanár
- Molnár Ferenc: A vörös malom – Postatiszt
- Molière: Dandin György – Colin
- Molnár Ferenc: Liliom – Hugo
- Móricz Zsigmond: Úri muri – Ügyvéd
- Boross Elemér: Egy ember, aki folyton nevet – Páciens
- Rogoz Oszkár: Péntek 13. – Könyvelő

## Filmszerepei
- 1938 A falu rossza – Kocsmáros
- 1937 Hetenként egyszer láthatom – Iliczky úr
- 1936 Dunaparti randevú – Bellák
- 1936 Szenzáció – Főszerkesztő (Keretjáték)
- 1936 Sárga csikó – Zinger Ficzek
- 1936 Ember a híd alatt – Mandl
- 1936 Café Moszkva – Izsák, a csempész
- 1936 Barátságos arcot kérek – Mary apja
- 1935 Nem élhetek muzsikaszó nélkül – Fodor
- 1935 Budai cukrászda – Sakkozó
- 1935 Szent Péter esernyője – Münz Móric
- 1935 Köszönöm, hogy elgázolt
- 1934 Az iglói diákok – Gyémánt Adolf
- 1933 Iza néni
- 1932 Tavaszi zápor – Vendég a kávéházban
- 1931 Hyppolit, a lakáj
- 1931 A kék bálvány – Heckmann, Big Tom's Friend
- 1930 Kacagó asszony
- 1930 Csak egy kislány van a világon – Ügynök
- 1923 Arsène Lupin utolsó kalandja